# Kloster Kopua
Kloster Kopua (lat. Abbatia Beatae Mariae de Stella Meridiana; engl. Southern Star Abbey) ist eine neuseeländische Trappistenabtei in Takapau, Hawke’s Bay, Bistum Palmerston North, auf der Nordinsel.

## Geschichte
Das irische Kloster Mount Melleray gründete 1954 auf der Basis einer Schenkung in Neuseeland das Kloster Our Lady of the Southern Star („Maria Südstern“), das 1960 zur Abtei erhoben wurde.
Obere und Äbte:
- Basil Hayes (1954–1960; 1986–1989)
- Joachim Murphy (1960–1986)
- John Kelly (1990–1998)
- Dom Brian Keogh (1998–2015)
- John Pettite (2015–)